# Stefan Stricker
Stefan Stricker (* 14. Januar 1963 in Korbach, Hessen), auch bekannt als Juwelia, ist eine deutsche Dragqueen. Stricker ist auch als freischaffender Maler tätig.

## Leben
In den 1980er Jahren zog Stricker nach Berlin und kreierte dort die Kunstfigur Juwelia Soraya. 1991 wurde er vom Zeit-magazin zum schönsten weiblichen Mann Berlins erhoben und zierte dessen Titelblatt. Als Juwelia tingelte er durch Kreuzberger Kneipen und hatte mehrere eher erfolglose Bühnenshows, arbeitet als Maler und spielte in Verdammt in alle Eitelkeit von Lothar Lambert die Rolle eines verruchten, unangepassten Travestiekünstlers. In Berlin-Neukölln ist Stricker seit 2006 Mitbetreiber einer Galerie. Seine Bilder wurden in New York ausgestellt. Einem größeren Publikum wurde Stricker durch Rosa von Praunheims Film Überleben in Neukölln (2017) bekannt. Als Juwelia schmückt Stricker auch das Kinoplakat zum Film, außerdem lieferte er zusammen mit dem Musiker Jose Promis den Soundtrack zum Film, der als CD unter dem Titel Hungry Roses ausgekoppelt wurde.  

## Filme
- Verdammt in alle Eitelkeit (2000) (von Lothar Lambert)
- Aus dem Tagebuch eines Sexmoppels (2004) (von Lothar Lambert)
- Überleben in Neukölln (2017) (von Rosa von Praunheim)[5]
- Es gibt ein Paradies/There is a Paradise (2021) (von Sorina Reiber) There is a Paradise, There is a Paradise_